# Brachyglanis
Brachyglanis — рід риб родини Гептаптерові ряду сомоподібних. Має 6 видів.

## Опис
Загальна довжина представників цього роду коливається від 6 до 9,9 см. Голова подовжена. Очі невеличкі. Є 3 пари вусів, найдовшою є пара з кутів рота. Тулуб кремезний. Спинний плавець широкий, високо піднятий. Жировий плавець низький, подовжений. Грудні плавці широкі, з загостреними кінчиками. Анальний плавець помірно широкий, скошений. Хвостовий плавець великий, подовжений, розрізаний.

## Спосіб життя
Біологія вивчена недостатньо. Є демерсальними рибами. Віддають перевагу прісним водоймам. Активні переважно вночі, а також у присмерку. Живляться дрібними водними безхребетними та іншими невеличкими організмами.

## Розповсюдження
Мешкають у басейні річок Оріноко, Ессекібо, Ріу-Негру.

## Види
- Brachyglanis frenatus
- Brachyglanis magoi
- Brachyglanis melas
- Brachyglanis microphthalmus
- Brachyglanis nocturnus
- Brachyglanis phalacra